# Dušan Lagator
Dušan Lagator (Cetinje, 1994. március 29. –) montenegrói válogatott labdarúgó, a Kerala Blasters játékosa.

## Pályafutása

### Klubcsapatban
Lagator a Mogren csapatában kezdte el felnőtt labdarúgó-pályafutását; a montenegrói élvonalban 2013 augusztusában mutatkozott be. 2018 és 2020 között az orosz élvonalbeli PFK Szocsi csapatában negyvenhat bajnoki mérkőzésen két gólt szerzett. 2020 és 2022 között a lengyel élvonalbeli Wisła Płock játékosa volt. 2022 júliusában szerződtette őt a magyar élvonalbeli DVSC. 2025. január 15-én az indiai Kerala Blasters kivásárolta a szerződéséből.

### Válogatott
Lagator 2019. szeptember 5-én mutatkozott be a montenegrói labdarúgó-válogatottban egy Magyarország elleni barátságos mérkőzésen.

#### Mérkőzései a montenegrói válogatottban
| #  | Dátum                | Ellenfél         | Eredmény | Kiírás              | Esemény |
| -- | -------------------- | ---------------- | -------- | ------------------- | ------- |
| 1. | 2019. szeptember 5.  | Magyarország     | 2 – 1    | barátságos mérkőzés | 66'     |
| 2. | 2019. szeptember 10. | Csehország       | 0 – 3    | Eb-selejtező        |         |
| 3. | 2019. október 11.    | Bulgária         | 0 – 0    | Eb-selejtező        | 30'     |
| 4. | 2019. október 14.    | Koszovó          | 0 – 2    | Eb-selejtező        |         |
| 5. | 2019. november 14.   | Anglia           | 0 – 7    | Eb-selejtező        |         |
| 6. | 2019. november 19.   | Fehéroroszország | 2 – 0    | barátságos mérkőzés |         |
| 7. | 2021. március 27.    | Gibraltár        | 4 – 1    | Vb-selejtező        | 60'     |
| 8. | 2021. március 30.    | Norvégia         | 0 – 1    | Vb-selejtező        | 63'     |
| 9. | 2021. szeptember 4.  | Hollandia        | 0 – 4    | Vb-selejtező        | 36'     |

## Sikerei, díjai
Mladost Podgorica
- Montenegrói kupagyőztes (1): 2014–15